# Dolce stil nuovo
Dolce stil nuovo, dolce stil novo, eller il dolce stil nuovo, ”den nya ljuva stilen”, är en term för en estetisk strömning i skönlitteraturen som uppstod i Italien på 1200-talet, skriven på toskanska. Jämför den musikaliska stilen ars nova.
Dikter skrivna i dolce stil nuovo har kärleken som tema, och för första gången i den västerländska litteraturen används metaforer och symbolism. Kärleken skildras i religiösa termer, och föremålet för känslorna tillskrivs gudomliga egenskaper. Stilen utmärkte sig genom att dess preferenser var mera intellektuella än tidigare; dess företrädare var akademiker. Skalder hade dittills varit en särskild yrkesgrupp som inte tillhörde de högre samhällsklasserna, och vilkas dikter tillkom för att underhålla, vare sig de riktade sig till folket eller damer. Dikter skrivna i dolce stil nuovo är introspektiva med diktaren och dennes upplevelser i centrum, och därigenom är stilen det första stegen mot centrallyriken. Än mera betydelsefullt är att dikterna är skrivna på toskanska, inte på latin, och språket utvecklades så småningom till italienska varför de kom att representera brytningen med antikens Rom och födelsen av den moderna tidens Italien, renässansen.
Guido Guinizzellis dikt Al cor gentil rempaira sempre amore är det äldsta uttrycket för stilen, men mer berömda företrädare för den är Guido Cavalcanti, Dante Alighieri och Francesco Petrarca.